# میلان کینیاژکو
میلان کینیاژکو (انگلیسی: Milan Kňažko؛ زادهٔ ۲۸ اوت ۱۹۴۵) بازیگر و سیاست‌مدار اهل کشور اسلواکی است.
از فیلم‌ها یا برنامه‌های تلویزیونی که وی در آن نقش داشته‌است می‌توان به مسافرخانه، خیابان اشاره کرد.
وی همچنین برندهٔ جوایزی همچون لژیون دونور (شوالیه) شده‌است.